# Thập niên 380
Thập niên 380 hay thập kỷ 380 chỉ đến những năm từ 380 đến 389.